# Hansgrohe
hansgrohe, voluit: Hansgrohe SE is een industriële en handelsonderneming uit Duitsland.
Hoofdzetel van het concern is Schiltach in het Schwarzwald.

## Tot 1955

Hansgrohe Unica douchestang en -kop, 1953

De oprichter van het bedrijf, Hans Grohe (1871-1955) werd in Luckenwalde geboren. Aanvankelijk was hij meester-wever en metaaldrukker.
Op 15 juni 1901 stichtte hij de onderneming, die nu hansgrohe SE is. In de beginjaren deed hij in zijn nog kleine sanitairbedrijfje alles (productie, administratie en verkoop). Al spoedig had de zeer succesvolle Grohe klanten in het gehele Schwarzwald. In de jaren 1920 had het bedrijf al meer dan honderd personeelsleden. Grohe besloot zich op de export te gaan richten. In 1934 bracht hij als eerste ter wereld een garnituur voor het automatisch regelen van het afvoeren en overlopen van badkuipen op de markt. In de nazi-tijd had het concern te maken met beperkingen in de verkrijgbaarheid van metalen als grondstof en werd het gedwongen ontstekers voor bommen en granaten te maken. 
In 1936 verliet een zoon van Hans Grohe, Friedrich (1904–1983) het bedrijf van zijn vader (met diens toestemming)  en begon voor zichzelf door de overname van een onderneming in badkamerarmaturen. Hieruit zou het latere Grohe AG ontstaan. Omdat het bedrijf in de laatste oorlogsjaren ook met dwangarbeiders had gewerkt, raakte het in 1945 de helft van het machinepark aan Frankrijk kwijt (Schiltach lag in de Franse bezettingszone).
De onderneming doorstond deze jaren door aluminium eetgerei te produceren.
In 1953 wist het bedrijf de eerste douchestang ter  wereld te fabriceren en verkopen.

## Vanaf 1955
Het bedrijf ging na de dood van Hans Grohe jr. (1960), die zijn vader in 1955 had opgevolgd,  eerst over op zijn broer Friedrich, die tot 1975 directeur bleef (en dus twee sanitairfabrieken leidde). Vanaf 1968 was zijn broer Klaus (*1937) tot 2008 mede-directeur. In deze periode ging Hansgrohe voor het ontwikkelen van nieuwe modellen samenwerken met bekende designers als de Duitser Hartmut Esslinger (frog design) en de Fransman Philippe Starck. De huidige bedrijfsnaam, met kleine letters en aaneengeschreven, werd in 1977 geregistreerd. In 1999 werd de onderneming een  (niet beursgenoteerde) Aktiengesellschaft.
De onderneming bezit (2019) ca. 2500 octrooien, o.a. op waterbesparende en verstelbare douchekoppen.

## Maatschappelijke activiteit
De onderneming staat bekend als sponsor van de triatlon-sport (2001-2010) en van de professionele wielerploeg BORA-hansgrohe.
Het bedrijf heeft te Schiltach nabij de hoofdzetel een klein bedrijfsmuseum ingericht op het gebied van badkamerinrichting.